# Jeanne Chaton
Jeanne Henriette Chaton (* 10. November 1899 in Arnaville; † 18. Oktober 1989 in Paris) war eine französische Frauenrechtlerin und Pazifistin. Sie war Präsidentin des Redaktionsausschusses der UN-Konvention zur Beseitigung jeder Form von Diskriminierung der Frau, Präsidentin des Ständigen Ausschusses der Nichtregierungsorganisationen (NGO) bei der UNESCO, Vertreterin Frankreichs in der UN-Kommission für den Status der Frau sowie Präsidentin der International Federation of University Women.

## Biographie
Jeanne Chaton war die einzige Tochter von Mélanie Clotilde Woisard und von Alexandre Chaton, Repetitor am Lycée Louis-le-Grand und Beamter in der Schulverwaltung. Nachdem sie nach dem Tod der Mutter in einem Internat gewesen war und bei Verwandten gelebt hatte, zog sie kurz vor Ausbruch des Ersten Weltkriegs zu ihrem Vater nach Paris. Während eines Aufenthalts in ihrer Heimat Lothringen wurden ihr Vater und sie als französische Staatsbürger interniert. Zur Vergeltung für ein französisches Bombardement wurde beide zum Tode verurteilt, beide Urteile aber in Lagerhaft umgewandelt. Jeanne Chaton kam in ein Lager im Herzogtum Braunschweig, und ihr wurde die Verantwortung für eine Gruppe von 79 Frauen verschiedener Nationalitäten übertragen. Im Lager wurde sie Zeugin von Misshandlungen polnischer und russischer Frauen. Sie musste mit Chlor arbeiten, wodurch sie erkrankte. Später wurde sie in Schaffhausen in der Schweiz gegen eine deutsche Gefangene ausgetauscht. Anschließend war Jeanne Chaton eine Zeit lang für das Rote Kreuz tätig. 1925 legte sie Examen als Lehrerin für Geschichte und Geographie ab und begann als solche zu arbeiten, parallel studierte sie weiter. Im Jahr 1926 erwarb sie Diplome in Logik, Philosophie und Soziologie an der Universität Lyon und 1927 ein Zertifikat in Kunstgeschichte an der École du Louvre.
Albert Thomas, der Direktor des Internationalen Arbeitsamtes, bewegte Jeanne Chaton dazu, in internationalen Gremien aktiv zu werden: So wurde sie unter anderem Mitglied in der Friedensinitiative Union mondiale de la femme pour la concorde internationale (UMF) für die Versöhnung zwischen Frankreich und Deutschland, und sie war eine starke Befürworterin des Völkerbundes. 1930 arbeitete sie während der Sommersitzungen des Völkerbundes für den französischen Staatspräsidenten Édouard Herriot. 1936 erhielt Jeanne Chaton eine Stelle als Lehrerin in Paris, zwei Jahre später wurde sie zur Beauftragten für das öffentliche Schulwesen ernannt.
Während des Zweiten Weltkriegs engagierte sich Jeanne Chaton auf verschiedene Weisen für den Widerstand. Bei Durchsuchungen der Gestapo wurden die Unterlagen für ihre Dissertation über die Wesleyanische Bewegung vernichtet. Vor der Befreiung von Paris war sie Generalsekretärin des Lenkungsausschusses des Front National Universitaire und wurde nach der Befreiung der Hauptstadt zur Vizepräsidentin des Lenkungsausschusses der Union Française Universitaire ernannt.
In den folgenden Jahren war Jeanne Chaton in verschiedenen Funktionen für die französische Regierung tätig, vor allem in nationalen und internationalen Gremien, in denen Reformen im Bildungssektor erarbeitet wurden, sowie in Frauenverbänden, insbesondere in der International Federation of University Women (IFUW), deren Präsidentin sie von 1956 bis 1959 war. Ihr Ziel war eine Erziehung zu politischem Bewusstsein und zur staatsbürgerlichen Verantwortung, wobei sie besonders auf die Rolle der Frauen setzte. Gemeinsam mit René Cassin erarbeitete sie den Text zur Allgemeinen Erklärung der Menschenrechte der Vereinten Nationen 1948. Bis 1951 war sie Präsidentin des Ständigen Ausschusses der NGOs und Beraterin für Frauenbildung bei der UNESCO, dann übernahm sie die Verantwortung für das gesamte Bildungs- und Ausbildungsprogramm für Frauen und setzte sich insbesondere für die Bildungschancen afrikanischer Frauen ein.
1965 beendete Jeanne Chaton ihre Tätigkeit als Lehrerin. Sie folgte auf die tödlich verunglückte Marie-Hélène Lefaucheux als Vertreterin Frankreichs in der UN-Kommission für den Status der Frau und hatte diese Position zehn Jahre inne. Sie setzte sich Prostitution und Zuhälterei ein und war aktiv bei der Ausarbeitung der UN-Konvention zur Beseitigung jeder Form von Diskriminierung der Frau, die am 7. November 1967 verabschiedet wurde.
Jeanne Chaton blieb bis zu ihrem Tod aktiv. Sie starb am 18. Oktober 1989. Sie spendete ihren Körper der Wissenschaft, und es gab keine Trauerfeier. Am 27. November erfolgte eine offizielle Ehrung durch die UNESCO. Am 9. Januar 1990 wurde ihrer von der Association française des femmes diplômées des universités, der Union professionnelle féminine und der International Alliance of Women im Palais du Luxembourg gedacht.

## Ehrungen und Auszeichnungen
1921 wurde Jeanne Chaton für ihre Verdienste um Mitbürger in Internierungslagern in Deutschland mit der Médaille de la Reconnaissance française geehrt. Für ihr Engagement für den kulturellen Austausch mit Italien und Polen wurde sie 1929 mit dem Victor-Emmanuel-Kreuz Italiens und 1930 mit der Polonia-Restituta-Medaille ausgezeichnet. 1946 wurde sie als Ritter in die Ehrenlegion aufgenommen, 1976 als Offizier. Für ihre Arbeit im Vorstand des Maison du Liban an der Cité Universitaire de Paris wurde sie 1959 zum Ritter des Ordens der Zeder des Libanon ernannt. 1965 erhielt sie die Ehrendoktorwürde der University of Queensland.